# Torchiagina
Torchiagina is een plaats (frazione) in de Italiaanse gemeente Assisi.